# Torre del Morè
La Torre del Morè era una torre de guaita situada al jaciment romà del Morè, a Sant Pol de Mar (Maresme). Construïda al segle I, la seva funció era de guaita i vigilància de la vil·la, i potser també de far.
El jaciment del Morè era una vil·la d'època romana. Està situat en una zona aturonada, que en el seu punt més alt es troba a 94 metres sobre el nivell del mar. Pel costat SO a uns 150 metres transcorre el torrent o la riera del Morè que desguassa a la costa a uns 900 metres del jaciment. Es tractava d’un centre productor de vi amb una estructura arquitectònica en quatre terrasses, que s’adapten al desnivell del terreny. La torre, situada al centre de la terrassa superior, és una estructura rectangular de 12 × 9 metres. Per les característiques del seu parament, del qual només es conserven la fonamentació i les primeres filades del que devia anar vist en època romana, està formada per pedres grans anivellades amb pedra petita. L'amplada dels murs perimetrals és d'1 metre, i la dels de compartimentació és de 50 centímetres. L'interior està compartimentat en tres àmbits, i hi ha un espai de pas entre els 2 àmbits més petits.